# Jagdstaffel 28
Die Jagdstaffel 28 war eine württembergische Einheit der Luftstreitkräfte im Ersten Weltkrieg.

## Geschichte
Die Jagdstaffel 28 am 14. Dezember 1916 in Böblingen aufgestellt. Oberleutnant Rudolf Lang übernahm am 20. Januar 1917 die Staffel. Am 24. Januar wurde die Staffel in die Nähe von Kortrijk verlegt. Den ersten Luftsieg der Staffel erzielte Max von Müller am 7. April 1917. Neun Piloten erzielten während ihrer Zugehörigkeit zur Jagdstaffel 28 fünf oder mehr Luftsiege. Insgesamt erzielten Piloten der Staffel 100 Luftsiege. Den ersten Verlust erlitt die Staffel am 1. Mai 1917. Zu den eigenen Verlusten zählten neun Piloten, drei weitere wurden Verletzt, einer erlitt Verletzungen bei einem Unfall und ein Pilot geriet in Gefangenschaft. Nach der Versetzung von Oberleutnant Lang fielen innerhalb von fünf Monaten drei Staffelführer. Unter ihnen war Hauptmann Otto Hartmann, der die Staffel vom 8. Juni 1917 bis zu seinem Tod am 3. September 1917 leitete.
Letzter Staffelführer war Leutnant Emil Thuy, der die Staffel vom 28. September 1917 bis zum 11. November 1918 leitete.

## Flugzeuge
Die Jagdstaffel 28 war hauptsächlich mit Albatros D.III und Albatros D.V ausgerüstet. Später kamen Fokker D.VII hinzu.

## Staffelführer
| Dienstgrad   | Name          | Zeitraum                               |
| ------------ | ------------- | -------------------------------------- |
| Oberleutnant | Rudolf Lang   | 20. Januar 1917 – April 1917           |
| Leutnant     | Emil Schäfer  | 26. April 1917 – 5. Juni 1917          |
| Hauptmann    | Otto Hartmann | 8. Juni 1917 – 3. September 1917       |
| Oberleutnant | Werner Jahns  | September 1917                         |
| Leutnant     | Emil Thuy     | 28. September 1917 – 11. November 1918 |

## Weitere Piloten
- Carl Bolle: von Juli 1917 bis Februar 1918